# Rose des vents (album)
Pour les articles homonymes, voir Rose des vents (homonymie).
Pour l'auteur de l'album, voir Claudio Capéo.
Albums de Claudio Capéo
Penso a te
(2020)
Rose des vents est le quatrième album de l'accordéoniste et chanteur Claudio Capéo sorti le 25 novembre 2022.
Une réédition de l'album est sortie le 24 novembre 2023.

## Liste des pistes
| Édition standard | Édition standard        | Édition standard                           | Édition standard                                         | Édition standard | Édition standard | Édition standard | Édition standard | Édition standard | Édition standard |
| No               | Titre                   | Auteur                                     | Compositeur(s)                                           | Durée            |                  |                  |                  |                  |                  |
| ---------------- | ----------------------- | ------------------------------------------ | -------------------------------------------------------- | ---------------- | ---------------- | ---------------- | ---------------- | ---------------- | ---------------- |
| 1.               | Tour de France          | Manon Romiti, Mark Weld                    | Eddy Pradelles, Marvin Dupré                             | 3:43             |                  |                  |                  |                  |                  |
| 2.               | Laisse aller            | Claudio Capéo                              | Gilles Dorn, Igit, Vincha                                | 2:32             |                  |                  |                  |                  |                  |
| 3.               | Les petites gens        | Claudio Capéo                              | Barcella, Gilles Dorn, Pierre Lorain                     | 3:36             |                  |                  |                  |                  |                  |
| 4.               | Si j'avais su           | Paul Ecole                                 | Alban Lico, Tim Dup                                      | 3:02             |                  |                  |                  |                  |                  |
| 5.               | C'est elle              | Claudio Capéo                              | Nazim                                                    | 3:26             |                  |                  |                  |                  |                  |
| 6.               | Chez toi (avec Slimane) | Slimane, Claudio Capéo                     | Yaacov Salah, Meïr Salah                                 | 3:19             |                  |                  |                  |                  |                  |
| 7.               | On voulait              | Claudio Capéo                              | Gilles Dorn, Laurent Lamarca, Xavier Zemb                | 2:52             |                  |                  |                  |                  |                  |
| 8.               | C'est toi le futur      | Claudio Capéo                              | Davide Esposito, Gilles Dorn, Laurent Lamarca            | 2:42             |                  |                  |                  |                  |                  |
| 9.               | Rien à perdre           | Claudio Capéo                              | Eddy Pradelles, Manon Romiti, Mark Weld, Silvio Lisbonne | 2:45             |                  |                  |                  |                  |                  |
| 10.              | Souris-moi              | Claudio Capéo                              | Barcella                                                 | 3:28             |                  |                  |                  |                  |                  |
| 11.              | J'sais pas mentir       | Nazim, Mark Weld                           | Julien Comblat, Nazim                                    | 3:12             |                  |                  |                  |                  |                  |
| 12.              | Sac à dos               | Claudio Capéo, Sebastien Rousselet, Vincha | Nino Vella                                               | 2:31             |                  |                  |                  |                  |                  |
| 13.              | Serre-moi               | Barcella                                   | Barcella                                                 | 3:35             |                  |                  |                  |                  |                  |
| 14.              | L'amour à domicile      | Claudio Capéo, Sebastien Rousselet         | Nino Vella                                               | 2:42             |                  |                  |                  |                  |                  |
| 15.              | Triste mélodie          | Grand Corps Malade                         | Mosimann                                                 | 3:17             |                  |                  |                  |                  |                  |
| 16.              | Pour un sourire         | Grand Corps Malade                         | Mosimann                                                 | 2:57             |                  |                  |                  |                  |                  |
| 17.              | L'amour après l'orage   | Claudio Capéo                              | Davide Esposito, Laurent Lamarca                         | 2:50             |                  |                  |                  |                  |                  |
| 52:30            |                         |                                            |                                                          |                  |                  |                  |                  |                  |                  |

| Version Deluxe | Version Deluxe                | Version Deluxe | Version Deluxe | Version Deluxe | Version Deluxe | Version Deluxe | Version Deluxe | Version Deluxe | Version Deluxe |
| No             | Titre                         | Durée          |                |                |                |                |                |                |                |
| -------------- | ----------------------------- | -------------- | -------------- | -------------- | -------------- | -------------- | -------------- | -------------- | -------------- |
| 1.             | Intro                         | 0:54           |                |                |                |                |                |                |                |
| 2.             | Tour de France (Acoustique)   | 4:20           |                |                |                |                |                |                |                |
| 3.             | Laisse aller (Acoustique)     | 3:15           |                |                |                |                |                |                |                |
| 4.             | Les petites gens (Acoustique) | 3:54           |                |                |                |                |                |                |                |
| 5.             | Interlude                     | 0:33           |                |                |                |                |                |                |                |
| 6.             | Si j'avais su (Acoustique)    | 3:36           |                |                |                |                |                |                |                |
| 7.             | On voulait (Acoustique)       | 2:38           |                |                |                |                |                |                |                |
| 8.             | Un homme debout (Acoustique)  | 4:21           |                |                |                |                |                |                |                |
| 9.             | Les petites gens (Radio Edit) | 3:34           |                |                |                |                |                |                |                |
| 27:05          |                               |                |                |                |                |                |                |                |                |

## Titre certifié en France
- Si j'avais su  Diamant

## Clips vidéos
- Laisse aller : 25 août 2022
- Si j'avais su : 12 octobre 2022
- Tour de France : 4 novembre 2022
- Chez toi (avec Slimane) : 21 avril 2023
- Les petites gens : 6 décembre 2023

## Classements et certifications

### Classements hebdomadaires
| Classements (2022-2023)      | Meilleure position |
| ---------------------------- | ------------------ |
| France (SNEP)                | 3                  |
| Belgique (Wallonie Ultratop) | 13                 |
| Suisse (Schweizer Hitparade) | 30                 |
| Suisse (Charts Romandie)     | 4                  |

### Certifications
| Région                                                                                                 | Certification | Ventes/Streams |
| --- | ------------- | -------------- |
| France (SNEP)                                                                                          | Platine       | 100 000*       |
| *Ventes selon la certification ^Mise en rayon selon la certification xNon précisé par la certification |               |                |